# Cheilotrichia schmidiana
Cheilotrichia schmidiana är en tvåvingeart som beskrevs av Alexander 1964. Cheilotrichia schmidiana ingår i släktet Cheilotrichia och familjen småharkrankar. Inga underarter finns listade i Catalogue of Life.